# C/1956 R1 (Arend-Roland)
C/1956 R1 (Arend-Roland) ist ein Komet, der im Jahr 1957 mit dem bloßen Auge gesehen werden konnte. Er wird aufgrund seiner außerordentlichen Helligkeit zu den „Großen Kometen“ gezählt.

## Entdeckung und Beobachtung
Sylvain Arend und Georges Roland von der Königlichen Sternwarte von Belgien in Uccle entdeckten diesen Kometen am 8. November 1956 auf zwei 50-minütigen Aufnahmen eines 40-cm-Astrografen. Sie schätzten die Helligkeit auf 10 mag. Erst am 20. November konnte die Entdeckung durch eine Kontrollaufnahme bestätigt werden. Kurz darauf fand Sigeru Kaho vom Tokyo Astronomical Observatory ein Abbild des Kometen auf einer Photoplatte, die er bereits am 7. November (Ortszeit) belichtet hatte.
Da sich die Erde auf ihrer Umlaufbahn noch einmal vom Kometen entfernte, nahm seine Helligkeit bis Ende des Jahres und noch bis Mitte Februar 1957 nicht nennenswert zu. Gegen Ende Februar hatte die Helligkeit etwa 7,5 mag erreicht. Am 20. März bewegte sich der Komet von der Erde aus gesehen im Abstand von 14° an der Sonne vorbei und erreichte seine südlichste Deklination am 1. April, wodurch er für einige Zeit nur von der Südhalbkugel beobachtbar war. Wenig später bewegte er sich rasch nordwärts und seiner größten Annäherung an die Erde entgegen.
Am 6. April hatte die Helligkeit 3–4 mag erreicht und es hatte sich ein Schweif von 3–5° Länge ausgebildet. Am 10. April wurde der Komet auch mit bloßem Auge gesehen, erreichte am 13. April 1 mag Helligkeit und ging am 16. April von der Erde aus gesehen ein weiteres Mal an der Sonne vorbei, diesmal in 5° Abstand. Wenig später wurde er auch wieder von mehreren Observatorien der Nordhalbkugel beobachtet. Die Helligkeit nahm nun langsam wieder ab, da sich der Komet wieder von der Sonne und ab dem 20. April auch von der Erde entfernte, aber die Schweiflänge des Kometen nahm weiterhin größere Werte an, die in der zweiten Aprilhälfte 30° erreichten. Am interessantesten war jedoch das Erscheinen eines sonnenwärts gerichteten Schweifs. Dieser Gegenschweif von „speerartiger“ Gestalt erreichte Längen von 10–15°.
In den letzten Apriltagen war die Helligkeit des Kometen auf etwa 3–4 mag gesunken. Der Schweif war noch etwa 17° lang und der Gegenschweif fast verschwunden. Mitte Mai war die Helligkeit bis auf 5–6 mag gefallen und der Schweif nur noch 1–2° lang. Bis Ende des Jahres hatte die Helligkeit bis auf 18 mag abgenommen. Der Komet konnte bis in das folgende Jahr teleskopisch verfolgt werden. Am 15. Februar 1958 ging er in nur 0,1° Abstand am Polarstern vorbei. Die letzte Beobachtung erfolgte mit einem 102-cm-Reflektor am 11. April bei einer Helligkeit von etwa 21 mag.
Der Komet erreichte eine maximale Helligkeit von 1 mag.

## Wissenschaftliche Auswertung
Durch die frühzeitige Entdeckung und da sich durch erste Bahnbestimmungen gute Beobachtungsbedingungen ab dem Frühjahr 1957 abzeichneten, empfing der Komet bereits im Vorfeld große Aufmerksamkeit in der Öffentlichkeit und bei den Astronomen. Dieser Komet war wahrscheinlich auch der erste, der von der Antarktis aus beobachtet werden konnte, da sich dort anlässlich des Internationalen Geophysikalischen Jahres mehrere Expeditionen aufhielten.
In Belgien wurde zu Ostern 1957 durch H. de Thier eine Fairchild C-119 der Luftstreitkräfte für die Beobachtung des Kometen eingesetzt. Erst oberhalb 3000 m konnte die Wolkendecke durchstoßen und der Komet beobachtet werden. Am selben Abend wurde ein zweiter 90-minütiger Flug unternommen, an dem neben dem belgischen König Baudouin auch der Mitentdecker Georges Roland teilnahm.
In zehn Nächten im Mai 1957 wurde der Komet in verschiedenen Farbbereichen photometrisch vermessen und Intensitätsprofile erstellt. Auch durch Georg Heinrich Thiessen an der Sternwarte in Hamburg-Bergedorf, sowie an der Berliner Sternwarte, wurden ähnliche Untersuchungen der Helligkeit des Kometen durchgeführt und mit der Aktivität der Sonne in Beziehung gesetzt.
Von dem Kometen konnten zahlreiche Spektrogramme erhalten werden. Sie zeigten „eine extreme Variabilität des Spektrums und eine abnormal erhöhte und variable Intensität der doppelten Natrium-Linie“. Aus der Stärke des durch den Schweif gestreuten Kontinuums konnte eine mittlere Größe der Staubpartikel von 0,5 bis 4 µm und eine Masse des sichtbaren Schweifs in der Größenordnung von 100 Mio. t abgeschätzt werden. Spektrophotometrische Beobachtungen des Schweifs des Kometen zeigten Ende April 1957 bei einem Sonnenabstand von etwa ⅔ AE eine rötlichere Färbung als das Sonnenlicht. Dies wurde möglicherweise durch Streuung an Eisenpartikeln mit einem mittleren Durchmesser von 0,6 µm in einem mittleren Abstand von 4,2 m hervorgerufen. Für die Gesamtmasse des Kometen wurde ein Wert von 1012 t abgeschätzt. Die Färbung des gestreuten Lichts war stark vom Streuwinkel abhängig. Eine Abschätzung der gesamten Menge an Staub, die der Komet bei seinem Durchlaufen des inneren Sonnensystems hinterlassen hat, ergaben Werte zwischen 300.000 und 50 Mio. t.
Auch Untersuchungen der Polarisation und der Radiostrahlung des Kometen wurden unternommen.

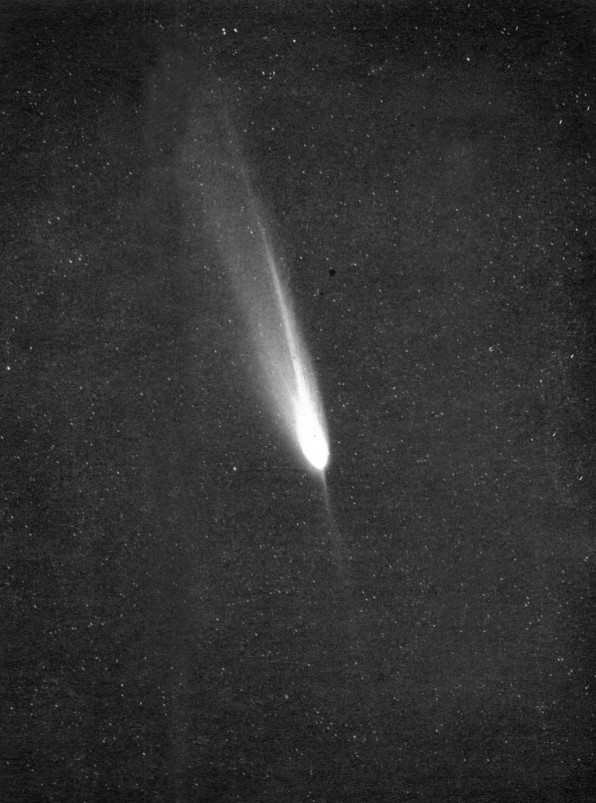
Komet Arend-Roland am 27. April 1957 mit Gegenschweif

Der extrem ausgeprägte Gegenschweif war Gegenstand intensiver Beobachtungen. Er hatte sich aus einer fächerförmigen Gestalt am 22. April 1957 zu einer schmalen Nadel entwickelt, die am 25. April eine Länge von 15° erreichte. Bis zum 29. April war er wieder vollständig verschwunden. Das vom Kometenkern ausgestoßene Material hatte sich hinter ihm auf seiner zurückgelegten Bahn angesammelt. Als die Erde für kurze Zeit genau in der Ebene dieser Bahn stand, erschien der Gegenschweif als ein optisch-perspektivisches Phänomen.
Nachdem bereits die ersten Bahnbestimmungen des Kometen darauf hingewiesen hatten, dass er sich auf einer hyperbolischen Umlaufbahn bewegt, zog der Komet das Interesse der Astronomen auf sich, die den möglichen interstellaren Ursprung der Kometen untersuchten. In einer Untersuchung von 1968 kam Zdenek Sekanina zu dem Ergebnis, dass es sich wahrscheinlich um einen „dynamisch neuen“ Kometen aus der Oortschen Wolke handelt könnte, dessen Umlaufbahn durch starke nicht-gravitative Kräfte beeinflusst wurde, falls sie nicht ursprünglich hyperbolisch war. Brian Marsden bestimmte 1970 aus 150 Beobachtungen des Kometen eine hyperbolische Umlaufbahn mit nicht-gravitativen Parametern. Für die ursprüngliche Bahn vor dem Durchlaufen des inneren Sonnensystems konnte er damit eine elliptische Form mit einer Großen Halbachse von etwa 22.500 AE und folglich einen Ursprung des Kometen im Sonnensystem bestätigen.
In einer neueren Untersuchung von 2014 wurde durch  Małgorzata Królikowska und P. A. Dybczyński nachgewiesen, dass nur dann signifikante Aussagen über die ursprüngliche und die zukünftige Bahn des Kometen gemacht werden können, wenn zur Ermittlung der Bahnelemente außer den gravitativen Störungen durch alle Planeten auch zusätzlich nicht-gravitative Einflüsse bei der Berechnung berücksichtigt werden. Die von ihnen aus 249 Beobachtungen über 520 Tage ermittelten Bahnelemente enthalten daher auch nicht-gravitative Parameter.

## Umlaufbahn
Für den Kometen konnte aus 57 Beobachtungen über etwa 15 Monate eine hyperbolische Umlaufbahn bestimmt werden, die um rund 120° gegen die Ekliptik geneigt ist. Die Bahn des Kometen liegt damit steil angestellt zu den Bahnebenen der Planeten, er durchläuft seine Bahn gegenläufig (retrograd) zu ihnen. Im sonnennächsten Punkt der Bahn (Perihel), den der Komet am 8. April 1957 durchlaufen hat, befand er sich mit etwa 47,3 Mio. km Sonnenabstand im Bereich innerhalb der Umlaufbahn des Merkur. Bereits am 3. Januar hatte er den Mars in etwa 117,0 Mio. km und am 22. März die Venus in etwa 69,2 Mio. km Abstand passiert. Am 20. April erreichte er mit etwa 85,1 Mio. km (0,57 AE) die größte Annäherung an die Erde. Zwei Tage später ging er noch in etwa 37,8 Mio. km Abstand am Merkur vorbei.
Die folgenden Aussagen beruhen auf den nicht-gravitativen Bahnelementen „n3“ von Królikowska und Dybczyński. Der Komet bewegte sich demnach lange vor seiner Annäherung an das innere Sonnensystem auf einer elliptischen Bahn mit einer Exzentrizität von etwa 0,999976 und einer Großen Halbachse von etwa 13.000 AE. Er hatte damit eine Umlaufzeit in der Größenordnung von 1,5 Mio. Jahren und war bereits mindestens einmal zuvor bis auf etwa 0,8–9 AE in die Sonnennähe gelangt, es handelte sich also sehr wahrscheinlich um einen „dynamisch alten“ Kometen. Durch die Anziehungskraft der Planeten, insbesondere während eines relativ nahen Vorbeigangs im Mai 1957 am Jupiter in etwa 4 ¾ AE Distanz, wurde die Exzentrizität auf einen Wert von etwa 1,00018 vergrößert, so dass der Komet das Sonnensystem auf einer hyperbolischen Bahn verlassen wird. Alle genannten Werte besitzen allerdings eine hohe Unsicherheit.

## Rezeption in den Medien
Über den Kometen wurde weltweit in vielen Zeitungen und Zeitschriften berichtet. In der deutschen Wochenzeitung „Die Zeit“ erschien am 4. April 1957 ein ausführlicher Artikel über den Kometen Arend-Roland und über den Stand der Kometenforschung im Allgemeinen. Auch Fernsehsendungen, wie die damals neue Serie der BBC „The Sky at Night“ trugen sehr zur Popularität des Kometen bei.
Max Frisch überarbeitete die ursprüngliche Fassung seines Romans Homo faber vor der Veröffentlichung 1957, um die Erscheinung des Kometen in die Handlung aufzunehmen.
In Belgien wurde am 28. Mai 1966 eine Sondermarke zu 6 Franc zum 10-jährigen Jubiläum der Kometenentdeckung herausgegeben.